# Popis francuskih vladara
Kraljevi su vladali Francuskom od Srednjeg vijeka do 1848.
Početkom francuskoga kraljevstva obično se smatra dolazak na vlast Huga Capeta 987. Ovaj popis također sadrži i kraljeve Zapadne Franačke iz Karolinške dinastije, počevši s Verdunskim ugovorom. Za ranije kraljeve vidi Popis franačkih kraljeva.
U popisu se navode i imena regenata, iako oni nisu bili stvarni vladari. 

## Karolinškadinastija (843.do987.)
- Karlo II. Ćelavi (843. – 877.)
- Luj II. Mucavac (877. – 879.)
- Luj III. (879. – 882.)
- Karloman II. (882. – 884.)
- Karlo III. Debeli (884. – 887.)
- Odo (888. – 898.)
- Karlo III. Naivni (898. – 923.), uzurpator Robert I. (922. – 923.)
- Rudolf (923. – 936.)
- Luj IV. Prekomorski (936. – 954.)
- Lotar (954. – 986.)
- Luj V. Lijeni (986. – 987.)

## DinastijaCapet(987.do1328.)
Muška linija dinastije Capet je vladala Francuskom neprekidno od 987. do 1792., i ponovno od 1814. do 1848. Međutim, pobočne linije dinastije koje su vladale nakon 1328. nose imena Valois i Bourbon. 
- Hugo Capet, grof Pariza, 987. ‒  996.
- Robert II. „Pobožni“ 996. ‒  1031.
- Henrik I. 1031. ‒  1060.
- Filip I. 1060. ‒  1108.
- Luj VI.  „Debeli“ 1108. ‒  1137.
- Luj VII.  „Mladi“ 1137. ‒  1180.
- Filip II. „August“ 1180. ‒  1223.
- Luj VIII. „Lavljeg srca“ 1223. ‒  1226.
- Luj IX. (sveti Ljudevit) 1226. ‒  1270.
  - Blanka Kastiljska (regentica za Luja IX.) 1226. ‒  1234.
- Filip III. „Smjeli“ 1271. ‒  1285.
- Filip IV. „Lijepi“ 1285. ‒  1314.
- Luj X. „Svadljivac“  1314. – 1316.
  - Filip, brat Luja X. (regent prije rođenja Ivana I., i tijekom njegovog kratkog života) 1316.
- Ivan I. „Posmrtni“ 1316.
- Filip V. „Visoki“ 1316. ‒  1322.
- Karlo IV. „Lijepi“ 1322. ‒  1328.

## Dinastija Valois(1328.do1589.)

### Glavni ogranak (1328.–1498.)
- Filip VI. 1328. – 1350.
- Ivan II. 'Dobri' 1350. – 1364.
- Karlo V. 'Mudri' 1364. – 1380.
- Karlo VI. 'Ludi' 1380. – 1422.
  - Luj I. od Anjoua (regent za Karla VI.) 1380. – 1382.
- Henrik VI. kralj Engleske i Francuske 1422. – 1429.
- Karlo VII. 'Pobjednik' 1429. – 1461.
- Luj XI. 1461. – 1483.
- Karlo VIII. 1483. – 1498.
  - Ana de Beaujeu (regent za Karla VIII.) 1483. – 1484.

### Ogranak Valois-Orléans(1498.–1515.)
- Luj XII. 1498. – 1515.

### Ogranak Valois-Angoulême(1515.–1589.)
- Franjo I. 1515. – 1547.
- Henrik II. 1547. – 1559.
- Franjo II. 1559. – 1560.
  - Katarina de Medici (regentica za Karla IX.) 1560. – 1563.
- Karlo IX. 1560. – 1574.
- Henrik III. 1574. – 1589.

## Dinastija Bourbon(1589.–1792.)
- Henrik IV. (Henrik III., kralj Navarre, 1572. – 1610.) 1589. – 1610.
  - Marija de Medici (regentica za Luja XIII.)   1610. – 1614.
- Luj XIII. 1610. – 1643.
  - Ana Austrijska (regentica za Luja XIV.)	1643. – 1651.
- Luj XIV.,  Kralj Sunce 1643. – 1715.
- Luj August svrgnut odlukom parlamenta 1715.
  - Filip (regent za Luja XV.)	1715. – 1723.
- Luj XV. 1715. – 1774.
- Luj XVI. 1774. – 1793.

## Prva republika(1792.–1804.)
Tadašnji i kasniji monarhisti odbijaju priznati svrgnuće monarhije, i smatraju da je Luj XVI. vladao do svoje smrti 1793., te da ga je naslijedio Luj XVII., (1793. – 1795.). Uslijedio je Luj XVIII. (vidi pod Restauracija).

### Konzulat(1799.–1804.)
- Napoleon Bonaparte – Prvi konzul (1799. – 1804.)

## DinastijaBonaparte–Prvo carstvo(1804.–1814.)
- Napoleon I., car (1804. – 1814., Stotinu dana 1815.)
- Napoleon II., 22. lipnja – 7. srpnja 1815.

## Bourbon– Restauracija (1814.–1848.)
- Luj XVIII. (1814. – 1824.)
- Karlo X. (1824. – 1830.)
- Luj XIX. ( 2. kolovoza 1830.) kralj od 20 minuta
- Henrik V. ( 2. kolovoza 1830. – 9. kolovoza 1830. .) oboren odlukom parlamenta

### Bourbon-Orléans, Srpanjska monarhija
- Luj-Filip, Kralj-Građanin (1830. – 1848.)

## Druga republika(1848.–1852.)
- Charles Louis Napoleon Bonaparte, predsjednik (1848. – 1852.)

### DinastijaBonaparte–Drugo carstvo(1852.–1870.)
- Napoleon III., car (1852. – 1870.)

Kronologija se nastavlja s Predsjednicima Francuske.

## Vanjske poveznice
- Katedrala u Reimsu u Francuskoj

|  | Portal Francuske – Pristup člancima s tematikom o Francuskoj. |